# Julio Omar Benítez
El cabo segundo (post mortem cabo primero-Medalla al Muerto en Combate) Julio Omar Benítez (22 de enero de 1962, Basavilbaso, Provincia de Entre Ríos, Argentina - 22 de mayo de 1982) fue un Suboficial de la Prefectura Naval Argentina, caído en el enfrentamiento bélico guerra de las Malvinas a bordo del guardacostas Río Iguazú.
Nacido el 22 de enero de 1962 en Basavilbaso, Entre Ríos, e ingresó a la Institución en 1979 como Marinero de 1.ª. Egresó de la Escuela de Suboficiales «Coronel Martín Jacobo Thompson» como cabo 2.º del escalafón Navegación en diciembre de 1980 y fue destinado al Servicio de Buques Guardacostas, en el que participó en 1981 en la búsqueda del avión BAC-500 de Austral Líneas Aéreas caído al Río de la Plata, mereciendo el reconocimiento del Juez Federal Dr. José Nicasio Dibur por la labor cumplida.

## Guerra de las Malvinas

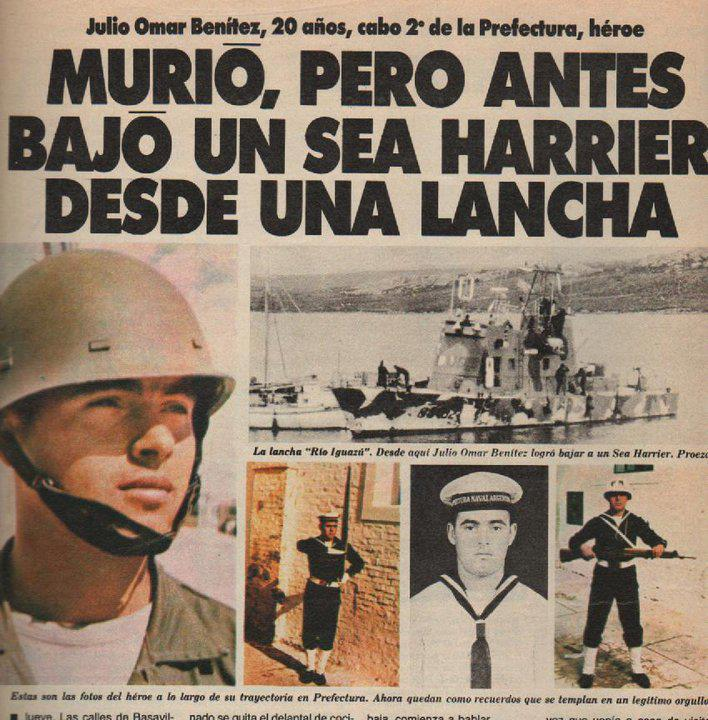
Foto de un diario de 1982

Durante la guerra de las Malvinas formó parte de la tripulación del guardacostas "Río Iguazú" que zarpó el 22 de mayo muy temprano con destino a Puerto Darwin transportando personal y material del Ejército Argentino cuando a las 0825 horas fue atacado por dos aviones ingleses Sea Harrier, repeliéndose con las ametralladoras Browning 12,7 mm propias, derribándose uno de los aviones enemigos. Como consecuencia de las averías sufridas en el casco se producía un severo apopamiento por la entrada de agua, el buque fue embicado en una isla a trece millas a1 Este de Puerto Darwin, disponiéndose su abandono ante la eventualidad de nuevos ataques, quedando prácticamente inutilizado.
En dichas acciones perdió la vida el cabo 2.º Julio Omar Benítez mientras operaba una ametralladora Browning 12,7 mm, resultando además heridos el oficial principal Gabino 0. González, el Ayudante de 3.ª. Juan José Baccaro y el cabo 2.º Carlos Bengochea. En esa oportunidad el cabo 2.º José Raúl Ibáñez tomó la posición que ocupaba Benítez y repelió la agresión logrando derribar a uno de los aparatos. Todo el personal fue evacuado por medio de helicópteros de la Fuerza Aérea Argentina a Puerto Darwin, donde el 24 de mayo a las 1800 horas el cabo Benítez fue inhumado con las honras fúnebres correspondientes. Formó personal superior y efectivos del Ejército y de la Fuerza Aérea, además de los tripulantes del Guardacostas Río Iguazú.
Los cañones, equipos de comunicaciones y víveres militares que llevaba el Guardacostas fueron luego recuperados y trasladados por medio aéreo a Darwin, con lo que la misión original asignada al Río Iguazú -transportar las armas de apoyo pesadas que resultarían vitales durante la heroica defensa armada protagonizada días después en el combate de “Goose Green”- fue cumplida.

## Condecoraciones y homenajes
El cabo Benítez fue condecorado con la Medalla al Muerto en Combate por el decreto nacional 577/83 sancionado el 15 de marzo de 1983, y ha sido promovido “post mortem” al grado de Cabo Primero el 22 de mayo de 1982.
Además, Julio Omar Benítez fue declarado "héroe nacional" por la ley 24.950 promulgada el 3 de abril de 1998, y modificada por la ley 25.424 promulgada el 10 de mayo de 2001, junto con otros combatientes argentinos fallecidos en la guerra de las Malvinas.
Una calle de la Comuna 8 de la capital de la Argentina lleva su nombre desde 2014, en virtud de la ley 5.107 de la Ciudad de Buenos Aires.
Una plazoleta del barrio Laguna Seca de la ciudad de Corrientes ha sido bautizada con el nombre de Cabo Primero PNA Julio Omar Benítez.
Su nombre se encuentra inscripto en una de las 25 placas de mármol negro del Monumento a los caídos en Malvinas, de la Plaza Gral. San Martín de Buenos Aires, al igual que los del resto de los argentinos caídos en combate durante el conflicto de 1982.